# Стадион Фри стејт
Стадион Фри стејт (енгл. Free State Stadium), такође познат и као Стадион Тојота (енгл. Toyota Stadium), раније познат као Водаком парк (енгл. Vodacom Park) фудбалски је и рагби стадион у Блумфонтејну, Јужноафричка Република. На стадиону се играју утакмице рагби тимова Фри стејт читаса (Кари куп) и Централ Читаса (Супер рагби) и фудбалског клуба Блумфонтејн Селтикс. На стадиону Фри стејт одигране су три утакмице светског првенства у рагбију 1995. Изграђен је 1952, а за потребе Светског првенства 2010. стадион је реновиран и проширен са 36.538 на 48.000 седећих места. Реновирање је почело у септембру 2007, а завршено је на време да би се на стадиону играле неке утакмице Купа конфедерација у јуну 2009. године, почевши са утакмицом између Египта и петоструког светског првака Бразила одиграној 15. јуна 2009. На овом стадиону се за време Светског првенства у фудбалу 2010. одиграло пет утакмица првог кола и једна утакмица осмине финала. 

## Светско првенство 2010.
| Датум         | Време (UTC+2) | 1. Тим     | Рез.  | 2. Тим       | Коло          | Гледалаца |
| ------------- | ------------- | ---------- | ----- | ------------ | ------------- | --------- |
| 14. јун 2010. | 16:00         | Јапан      | 1 : 0 | Камерун      | Група Е       | 30.620    |
| 17. јун 2010. | 16:00         | Грчка      | 2 : 1 | Нигерија     | Група Б       | 31.593    |
| 20. јун 2010. | 13:30         | Словачка   | 0 : 2 | Парагвај     | Група Ф       | 26.643    |
| 22. јун 2010. | 16:00         | Француска  | 1 : 2 | Јужна Африка | Група А       | 39.415    |
| 25. јун 2010. | 20:30         | Швајцарска | 0 : 0 | Хондурас     | Група Х       | 28.042    |
| 27. јун 2010. | 16.00         | Немачка    | 4 : 1 | Енглеска     | Осмина финала | 40.510    |